# Kula Shaker
Kula Shaker est un groupe de rock psychédélique britannique, originaire de Londres, en Angleterre. Il est formé en 1995 par Crispian Mills et Alonza Bevan, et mené par ce premier. Le groupe obtient le succès dans son pays entre 1996 et 1999, se classant dans divers Top 10 de l'UK Singles Chart, avec des morceaux comme Tattva, Hey Dude, Govinda, Hush, et Sound of Drums. Le premier album du groupe, K, atteint la première place de l'UK Albums Chart.
Kula Shaker se sépare en septembre 1999, mais se reforme en 2004 pour les sessions de la compilation School of Braja. Ils réfléchissent alors à un retour officiel, qui ne se fera pas avant 2006,. Leur troisième album, Strangefolk, est publié en 2007, et leur quatrième, Pilgrims Progress, en 2010. Le groupe revient d'une tournée à guichet fermé avec l'album K 2.0 en 2016.

## Biographie

### Origines et formation
Jay Darlington est né le 3 mai 1968. On ne sait que très peu de choses sur son enfance si ce n’est qu’il a quasiment toujours joué des claviers et ce, depuis son plus jeune âge. Il est d'abord graphiste avant d’intégrer une formation musicale.
Né dans la banlieue ouest de Londres le 24 octobre 1970 dans une famille d’origine galloise, Alonza Bevan va découvrir la musique en jouant différents instruments dont le piano mais aussi la basse.
Paul Winter-Hart est né le 19 septembre 1971 à Glastonbury dans une famille de musiciens, son père était batteur dans un groupe de jazz et c’est naturellement qu’il se placera derrière les caisses.
Crispian Mills est né le 18 janvier 1973 dans une famille célèbre puisque sa mère n’est personne d’autre que l’actrice Hayley Mills, qui a joué dans des films comme Pollyanna ou Parent Trap, et son père, le metteur en scène Roy Boulting qui quitte le domicile familial lorsque son fils avait deux ans. « C’est la raison pour laquelle je ne porte pas son nom. Il a été marié six fois et je suis le septième de ses fils ». Il est également le petit-fils de l’acteur Sir John Mills. S’il y a une chose qui l’a marqué durant son enfance, c’est la première fois où il a pénétré dans un temple de l’Association internationale pour la conscience de Krishna. « J’étais avec ma mère lorsqu’elle visitait ce temple à Watford. Je devais avoir onze ans. Il y avait une puissante énergie, mais il y avait aussi ces gens bizarres avec leurs robes et je voulais juste m’enfuir. Ça m’a affecté[réf. nécessaire]. »
Vers 17 ans, Mills rencontre Alonza Bevan sur les bancs du Richmond College. Ils décident de jouer dans un groupe appelé Objects of Desire, et de tenir en même temps une boîte de nuit psychédélique, The Mantra Shack, à l’arrière de la patinoire de Richmond.
À 22 ans, Mills décide de partir en Inde et se rend à Mayapur sous la « tutelle » d’un certain Mathura, un « voyageur à son compte et mystique par la même occasion ». Étudiant rencontré à Richmond, Mathura serait, selon Mills, un « dénonciateur » des libertés en Extrême-Orient, un moine et un « conspirateur révolutionnaire » doté d’un passé dans un goulag sibérien. Interviewé par l’hebdomadaire musical Select, Mathura explique les motivations qui ont poussé Mills à se rendre dans les montagnes indiennes : « Je l’ai aidé à étudier les enseignements d’un mystique indien appelé Chaitanya. Il est revenu en Angleterre complètement transformé[réf. nécessaire]. »
À son retour, Mills et Bevan mettent en place un autre groupe appelé The Kays. Les deux vivent désormais ensemble dans Swiss Cottage et passent leur temps à écouter de la musique classique indienne et faire des recherches sur la légende arthurienne. Pour compléter le groupe, ils font appel au batteur Paul Winter-Hart et à Saul Dismont, le cousin de Crispian Mills, pour le chant. Dismont initie le reste du groupe à toutes sortes de symboles et leur explique en quoi la lettre K est « magique », puisqu'elle représente les rois dans le passé et qu’on la retrouve également dans les noms de Krishna ou Kennedy. L’autre occupation qui unit les membres dans leur collocation est l’enseignement de la magie par l’intermédiaire d’Aleister Crowley (initiateur, notamment, de Jimmy Page). D’après Mills, tout cela était « une réalité folle. On croyait qu’on était des chevaliers dans des écuries, se tenant prêts pour la bataille finale[réf. nécessaire]. »
The Kays se rend au festival de Glastonbury de 1993 pour se produire pour la première fois et joue une heure d’acid-rock incluant leur morceau fétiche sur scène, Govinda. L’avenir du groupe est encore incertain, partagé entre rêves de musiciens et réalité parfois difficile. Mills, par exemple, travaille auprès de Harris, un organisme qui prépare des sondages électoraux, en tant que « prospecteur de marché ». Il décrit plus tard ce petit boulot en ces quelques mots : « c’était comme être Robin des Bois, avec la vérité[réf. nécessaire]. »
Le groupe connaît cependant du mouvement au sein de ses membres, puisque Dismont quitte le groupe pour une carrière de DJ à Londres, laissant du coup le chant à Mills alors qu’arrive Jay Darlington, un claviériste. Beaucoup plus âgé que le reste de la formation, il a officié précédemment dans des combos mods sans rencontrer le succès. Il colle bien à l’image du groupe, puisqu’il a renoncé au plaisir au profit d’une expérience astrale.

### Origine du nom
À la fin de l’année, le toujours mystérieux Mathura rend visite au groupe, appelé alors The Lovely Lads, dans son appartement londonien. Il est accompagné d’un ami américain, un adepte du culte de Krishna qui a vécu avec John Lennon et qui leur parle pour la première fois de Kula Sekhara. « Il nous a expliqué en fait comment le vrai Kula Sekhara était un mystique du neuvième siècle et un empereur », se remémore Mills, « une vraie figure. Vers 1994, on ressentait de plus en plus le besoin de disposer d’un nom royal et on a pensé que si on prenait le sien, il veillerait sur nous. Trois mois plus tard, on avait signé un contrat[réf. nécessaire]. »
Après une année entière passée à jouer dans des pubs et à mettre au point quelques compositions, tout en tentant de décrocher un contrat durable, Kula Shaker semble se stabiliser aussi bien musicalement que socialement. Au printemps 1995, après l’expiration d’un contrat les liant à Gut Reaction Records, tout s’enchaîne : « Ils nous ont traités comme de la merde. On vivait tous ensemble et la tension retombait sur nous. Je me souviens être parti à Liverpool, et recevoir ce vrai réveil spirituel. C’était au moment où on a changé de nom ». Ils adoptent ainsi vers le milieu de l’année le nom qu’ils ne quittent plus par la suite, en référence à Kula Sekhara.

### Premiers singles (1996)

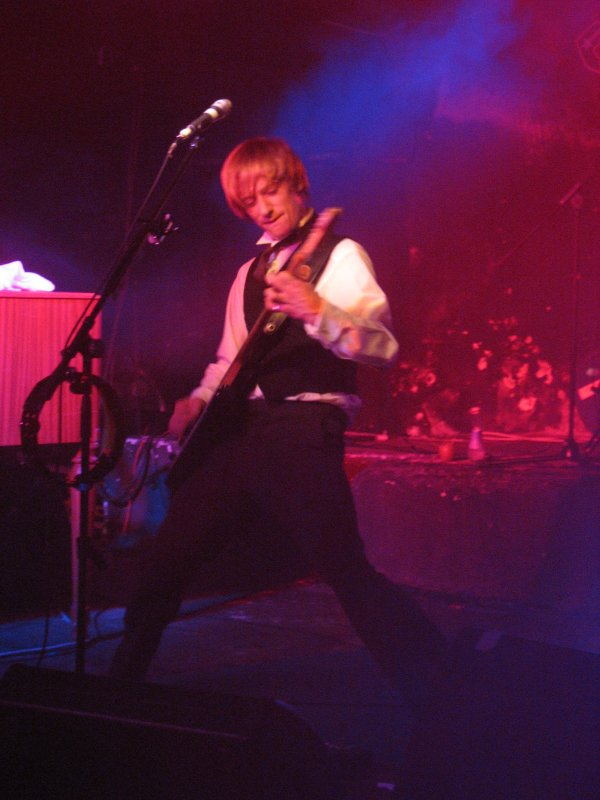
Crispian Mills en 2007.

Après avoir fait un show à Manchester lors du concours In the City, le groupe signe finalement un contrat avec Columbia en novembre. C’est à ce moment-là que le quatuor met en boîte Tattva, un morceau promotionnel destiné à livrer aux radios et autres promoteurs de concerts un aperçu de la musique du groupe. Sorti en édition limitée en janvier 1996 à 2 000 exemplaires, le résultat est plus que probant et la carrière du groupe est lancée. Mills, de plus en plus confiant et sûr de lui déclare : « Je pense que nous représentons une force pour la révolution de la jeunesse. Nous bouleversons le système à travers le système. Une importante révolution culturelle et spirituelle est en marche mais un tas de gens en sont déjà exclus. Il n’y a aucune compréhension de la magie. Nous sommes devenus partie intégrante de cette machine dégoûtante qui crée la mort et la destruction et nous devons reconnaître qu’il existe un pouvoir supérieur que nous ne contrôlons pas. Si nous ne faisons pas attention, cette civilisation entière va être entraînée sous les océans. Nous savons que les gens vont penser que nous sommes fous, mais ce serait vraiment regrettable qu’il n’y ait pas de résistance. Ça fait partie du jeu. On adore ça. Nous sommes les chevaliers à la recherche du Graal et tout cela correspond à une joute. Les chevaliers aiment jouter[réf. nécessaire]. »
Pour autant, la signature du contrat avec Columbia ne modifie pas vraiment le quotidien des quatre, comme l’explique Bevan : « Même après avoir été signés, on vivait encore ensemble, à l’exception de Jay et on s’adonnait toujours autant à des pratiques sexuelles bizarres... Nous formons tous une grande famille ». Devenus végétariens convaincus - « parce qu’en ces temps de merveilleuses technologies et de communication, il apparaît idiot de continuer l’action barbare consistant à manger nos créatures amies », dit Mills en 1999 - les membres du groupe semblent avoir réellement trouvé un équilibre entre leur personnalité et leur musique.
Tattva atterrit entre les mains de Mark Radcliffe, DJ et présentateur d’une émission sur BBC2, qui déclare publiquement avoir été stupéfait par ce morceau. Encouragée par les réactions qui accompagnent le disque, Columbia prévoit d’enregistrer le premier véritable single de Kula Shaker et de le sortir rapidement. C’est ainsi qu’est mis en vente, le 22 avril 1996, Grateful When You’re Dead/Jerry Was There, une composition originale qui se hisse à la 35e position des charts britanniques. Le titre pose la question d’un hommage au groupe californien The Grateful Dead. Le guitariste déclare alors : « Où placer le Grateful Dead dans cette histoire ? C’était étrange. Le truc à propos de la chanson, c’est qu’on n’avait pas l’habitude de la jouer. On a fait Grateful When You’re Dead environ trois semaines avant que Jerry Garcia ne décède et quand il est mort, on a tous pensé que la deuxième section « Jerry Was There » donnait le frisson parce qu’on avait juste commencé à la jouer[réf. nécessaire]. » Pour un premier effort, le disque fait mouche, ce qui permet aux Londoniens de recevoir une invitation officielle pour participer à la célèbre émission de télévision de Chris Evans, The White Room. Bevan peine à s’expliquer ce succès : « Je ne comprends pas pourquoi. La britpop, c’était criant, c'était plutôt un truc d’adolescents et on est venus proposer un truc un peu différent, donc j’imagine que ça a tenu bon. C’était le bon moment ». À l’occasion d’interviews, Kula Shaker se livre sur ses influences musicales « The Beatles, Love, Yes, Uriah Heep, Caravan et bien d’autres comme Steppenwolf, quelle moustache ![réf. nécessaire] », tout en précisant qu’ils ne recommandent pas d’albums particulier de The Grateful Dead car « c’est une musique qui se vit en concert, entre le groupe et le public[réf. nécessaire]. »
En mai, commencent les sessions en vue d’enregistrer le premier album du groupe, sous la houlette de John Leckie, producteur expérimenté qui s’est fait un nom auprès de Pink Floyd, XTC, Simple Minds ou plus récemment, The Stone Roses. Parallèlement à ces séances est mis sur le marché, en juin, un deuxième single, Tattva qui, bien que déjà proposé au début de l’année à l’état de démo, décroche une quatrième place dans les charts. Ce succès surprend : « On n’était pas en Angleterre (...) quand c’est arrivé, on n’a pas eu de temps pour sortir le champagne », déclare le bassiste. Mills se veut plus sarcastique : « On était en Allemagne à regarder l’équipe de foot anglaise perdre... ce qui a presque tué Paul. On décroche un tube et notre batteur commence à faire des trucs de rock star[réf. nécessaire]... ». Le morceau combine une musique indienne et un rock puissant, tout en faisant preuve d’un certain classicisme, une formule qui fait mouche. La guitare de Mills surprend mais, en fait, c’est tout le groupe qui bluffe les observateurs par ses aptitudes musicales. Le single comprend un refrain chanté en sanskrit.
Profitant de l’engouement qui s’empare du groupe en Angleterre, Columbia enchaîne et, entre deux séances d’enregistrement et trois dates, fait paraître un troisième single, Hey Dude, à l’esprit rock. Un morceau accrocheur qui titille le sommet des charts sans pour autant atteindre la première place. Avec ce tube, la sortie de l’album tant attendu s’annonce sous les meilleurs auspices et il ne fait qu’accentuer la curiosité du public et l’admiration d’une presse qui voit ses protégés de la britpop se perdre les uns après les autres.

### Ket controverse (1996)
Finalement, c’est le 16 septembre que sort l’album, sobrement intitulé K, et qui cristallise en treize morceaux et une heure de musique, l’expérience acquise durant les dernières années et montre surtout qu’il est possible de frapper un grand coup avec un premier album puisqu’il se place en première position des ventes. Il comporte les trois singles, ainsi que d’un morceau joué sur scène depuis quasiment trois ans, Govinda. C’est d’ailleurs ce morceau qui fait office de quatrième single, concluant une année faste pour le groupe, un an après avoir signé un contrat. Bilan : quatre singles, deux dans le top 4 et un album numéro un.
Le début de l’année est traditionnellement, en Angleterre, le moment des récompenses et c’est ainsi que Kula Shaker se trouve dans tous les classements au début 1997. À la cérémonie des Brit Awards, le groupe, nommé à quatre reprises, remporte finalement la récompense de meilleur espoir de l’année 1996. Pour coïncider avec ce nouveau statut, le groupe sort un nouveau single, qui ne figure pas sur l’album, Hush, une reprise d’un classique de la musique soul, composé par Joe South mais popularisé par Deep Purple en 1968. Justement, à cette même époque, Mills révèle que son guitariste préféré est Ritchie Blackmore. Le single grimpe jusqu’à la seconde place des charts et figure quelques mois plus tard sur la bande originale du film Souviens-toi... l'été dernier. La majeure partie de l’année est désormais consacrée aux tournées qui se succèdent à un rythme effréné, le groupe passant sa vie dans les aéroports, ne lui laissant que peu de temps pour composer de nouveaux morceaux. Kula Shaker est invité par Noel Gallagher à faire la première partie d’Oasis lors du méga-festival qui se tient à Knebworth durant l’été, devant 125 000 personnes. Tous les festivals réclament le groupe comme le Glastonbury, Reading et Roskilde, même si, à ce moment, le groupe se prépare à s’envoler vers les États-Unis, pour sa première tournée hors d'Europe.
Le groupe commence à disposer d’un noyau solide de fans et Columbia en profite pour sortir un disque spécial pour le marché américain, l’EP Summer Sun. À cette occasion, Mills ternit la réputation du groupe par des réflexions, faites à un journaliste du New Musical Express, concernant la svastika, un symbole d’origine aryenne repris par la dictature hitlérienne sous la forme plus connue de la croix gammée. Bien que symbole religieux à l’origine, la svastika n’évoque plus rien de positif de nos jours, ce que n’a pas anticipé Mills lorsqu’il évoque son « amour de la svastika ». La presse musicale s’empare de cette affaire, provoquant une réaction hostile. Quelques jours plus tard, le 20 avril, The Independent, un quotidien anglais, publie le fax que lui a fait parvenir Mills. Il s’y excuse des propos ambigus et maladroits qu’il a tenus dans NME concernant la svastika. Il jure qu’il est « totalement opposé aux nazis » et qu’il n’a « jamais été antisémite ». Cependant, cela ne suffit pas à éteindre le feu et la presse britannique continue à se déchaîner. À la suite de ces évènements, Mills se fait plus discret et se retire - à la suite de deux concerts au festival de Glastonbury, dont un pour remplacer au pied levé Neil Young sur la scène principale - quelques mois en Inde, à la recherche d’une quête spirituelle. « C’était allé trop loin à propos de choses autres que la musique », explique le guitariste : « c’était comme perdre contact avec le fait qu’on est un groupe et qu’on doit faire un autre disque. On devait vraiment réfléchir à notre musique donc on a tout arrêté et on s’est coupé du monde[réf. nécessaire]. »

### Enregistrements et tournées (1997)
La fin de l’année 1997 et une bonne partie de 1998 sont dédiées à la conception et à l’enregistrement du prochain album. À ce moment, il est décidé de confier sa production à Bob Ezrin, qui s’est fait apprécier  dans son travail notamment en collaborant avec Pink Floyd sur The Wall, puis sur les albums qui suivirent, ainsi qu’avec Alice Cooper ou Peter Gabriel. Le fait qu’Ezrin accepte de travailler avec Kula Shaker est certes un gage de reconnaissance mais également un excellent moyen d’enregistrer un album différent de K, d’autant plus que le groupe dispose désormais d’un temps illimité pour travailler et de moyens plus importants. En décembre, le groupe entre en studio à Los Angeles avec les producteurs Rick Rubin et George Drakoulias pour travailler quelques titres, dont Sound Of Drums. Néanmoins, aucun des membres n’est prêt à enregistrer un album entier à des milliers de kilomètres de chez lui.
Après ce regain d’activité et avec le début de l’année 1998, le quatuor reprend le chemin des tournées avec la tournée britannique Revolution For Fun, la « meilleure tournée du groupe », selon leurs propres dires, tout en continuant des sessions avec Ezrin. Mills trouve le temps de collaborer avec The Prodigy, sur Narayan, qui figure sur l’album The Fat of the Land. Sur scène, la formation s’adjoint les services d’un joueur de tablas et utilise parfois des samples, du fait de l’impossibilité de concrétiser toutes les sonorités désirées par seulement quatre personnes. Ils reprennent Baby, You’re a Rich Man des Beatles en hommage au public.
La troupe a déjà mis en boîte un morceau d’inspiration indienne, sorte de chant intitulé Radhe Radhe, qui figure sur la version restaurée du film de Joe Massot, Wonderwall, et dont George Harrison a composé la bande originale en son temps. Ce morceau sert de déclencheur pour la suite des opérations, comme le confirme Mills : « Je pense que l’album a vraiment commencé quand on a fait ce morceau. Kula Shaker était devenu quelque chose qu’on associait avec non seulement le savoir-faire et les grosses tournées mais aussi avec le business et les voyages qui nous usent, comme la pression. Mais on a fait le film et ça n’avait rien à voir, on s’est vraiment amusé. C’est ça le truc important, on a commencé à prendre du plaisir[réf. nécessaire]. »
Sound Of Drums est prévu comme single pour le 20 avril mais le passé rattrape le groupe puisque la ligue britannique anti-nazie demande officiellement aux quatre de déplacer la date de parution du disque, cette date correspondant au 109e anniversaire de la naissance d’Adolf Hitler. Un porte-parole du groupe déclare immédiatement : « Personne n’était au courant que c’était l’anniversaire d’Hitler ». Finalement, Kula Shaker ne cède pas et le single sort à la date convenue mais cet événement est révélateur du climat entourant le groupe depuis son succès fulgurant. Sound of Drums est un avant-goût du tant attendu deuxième album, toujours en chantier, et on[Qui ?] y entrevoit des changements notoires. Le morceau contient des parties de faces B que Mills avait composées en vue d’un court-métrage, Reflections of Love, qui ne voit jamais le jour. Après plus d’un an de « congé », Kula Shaker est de retour dans les charts et décroche une troisième place dans les classements, ce qui permet à Columbia de mesurer la popularité du groupe et de constater que les événements passés n’ont eu, finalement, que peu d’incidence sur les ventes du disque. Le single permet également de faire patienter les fans en attendant la sortie de l’album, prévue pour l’été, et de compenser le fait que la formation ne donne que quelques dates à l'occasion de festivals, trop occupée à l’enregistrement de son disque.
Le groupe est incapable de produire un album à temps et les séances se poursuivirent jusqu’à la fin de l’automne avec la détermination à rendre un hommage ultime à la musique indienne. « C’était une occasion pour nous de dire qu’on était à fond dans la musique indienne mais c’était beaucoup plus la façon avec laquelle nous allons le présenter, cet amour, qui nous intéressait », révèle le guitariste. De nombreux musiciens indiens sont conviés, des chanteurs et des chanteuses, des joueurs de cuivres. À propos des sonorités présentes sur le disque, le guitariste est sans équivoque : « Une fois que vous avez entendu ces sons, il est impossible de ne pas les intégrer, ils font partie de la façon dont on veut s’exprimer ». Dos au mur et face aux critiques qui s’impatientaient de voir un jour l’album tant annoncé, ainsi qu’à la difficulté de réaliser un disque différent de K, il faut un tube pour le groupe. Mills pense l’avoir trouvé lorsqu’il écrit Mystical Machine Gun. Le 22 février 1999 est mis en vente le single annonçant la sortie imminente du deuxième album des membres. Néanmoins, il n’atteint que la 14e place des classements. Une déception, donc, pour Kula Shaker et notamment son guitariste.

### Peasants, Pigs and Astronauts(1997–1998)
Deux semaines plus tard paraît l’album studio intitulé Peasants, Pigs and Astronauts, d’après le nom donné à la pochette par son concepteur, Dan Abott. Bien qu’attendu, l’album ne s’écoule qu’à 25 000 exemplaires lors de sa première semaine, loin du record de K qui décroche, à l’époque de sa sortie, le plus grand nombre de disques vendus en Grande-Bretagne en une semaine avec 600 000 exemplaires écoulés - record battu par Oasis en 1997 avec Be Here Now - l’album n’atteint que la neuvième place des charts et passe seulement dix semaines dans le top 75, avant de disparaître des classements. Trop peu de présence régulière dans les charts, une image ternie par des déclarations maladroites, une absence des derniers festivals d’été ; tout cela contribue à faire de Peasants, Pigs & Astronauts une production mineure de l’année 1999. La tournée qui accompagne le lancement du disque s’avère malgré tout un succès, même si la formation resta sur son île.
À la fin de la tournée, le 3 mai, est mis sur le marché Shower Your Love qui, malgré une bonne couverture médiatique à Top of the Pops notamment, ne fait pas mieux que le single précédent. Le reste de l’année s’accompagne cette fois d’une présence à de nombreux festivals, tels Glastonbury (en seconde scène cependant), Lizard Festival et V Festival, entrecoupés de visites en Amérique du Nord et au Japon. Au Japon, le groupe est sévèrement chahuté par des fans enthousiastes, ce qui fait sensation chez les tabloïds britanniques qui parlent de « lynchage » lorsque le groupe monte sur scène avec des minerves, ce que dément Mills en expliquant qu’il a seulement une douleur depuis qu’il est allé voir Jeff Beck en concert. C'est le début de la fin.

### Séparation (1999–2000)
De retour en Europe pour quelques dates, les Londoniens évoquent dans la presse les prochaines échéances et révèlent qu’il existe des morceaux en préparation. Cependant, le 20 août, jour du V Festival, Kula Shaker se présente sans Jay Darlington, dont ses collègues sont sans nouvelles. On apprend plus tard qu’il prend des jours de repos après les concerts européens et qu’il a coupé le contact avec le reste du groupe et son manager. Ce dernier commence à entretenir des relations difficiles avec le groupe, programmant de plus en plus de concerts alors que les musiciens paraissaient toujours sous le choc de l’indifférence dans laquelle est sorti le second album. La saison des festivals s’arrête là pour Kula Shaker.
Les rumeurs de séparations se répandent. La formation ne fait aucune déclaration et, finalement, le 9 septembre, Mills annonce à ses amis sa décision de quitter le groupe, décision qu’il rend publique le 21 septembre par un communiqué de presse : « J’ai adoré le moment passé avec Kula Shaker et j’ai appris plus que je ne pouvais imaginer. Nous avons passé d’excellents moments et avons été un groupe très proches les uns des autres, mais il arrive un moment où l’on souhaite s’adonner à ses propres affaires. C’est comme le changement des saisons. Alonza, Paul, Jay et moi avons grandi ensemble, en fait, j’ai vécu avec eux pendant environ trois années. Je les considérerai toujours comme des amis et plus, beaucoup plus. J’ai été frappé par l’amour et le soutien que nous avons reçu tout au long des dernières années et nous voudrions remercier toutes les personnes qui ont pris part à cette incroyable chevauchée. J’ai composé depuis que Peasants, Pigs and Astronauts est paru, pendant une bonne partie de l’année, j’ai donc des chansons de prêtes ». Mills annonce qu’il reste chez Columbia et qu’il espère sortir un disque avant le printemps 2000.

### Interlude (2001–2004)
Kula Shaker n’est plus et ses membres se font discrets pendant quelque temps. Mills met sur pied un groupe « concept » appelé Pi, sans succès, avant de former The Jeevas en 2002, pour un résultat mitigé malgré deux albums. L’expérience ne dure pas plus de trois ans. Le batteur Paul Winter-Hart rejoint Thirteen : 13, sans suites, cependant, et le groupe se sépare en 2001.
Jay Darlington est peut-être celui qui rencontre le plus de succès. Depuis 2002, il accompagne Oasis en tournée, où il dispense ses parties de claviers, participant également à quelques enregistrements. Alonza Bevan rejoint Johnny Marr, l’ancien guitariste de The Smiths, dans son trio appelé The Healers, avec Zak Starkey à la batterie. Après un album paru en 2004, Boomslang, la formation est mise en sommeil.

### Retour (depuis 2006)

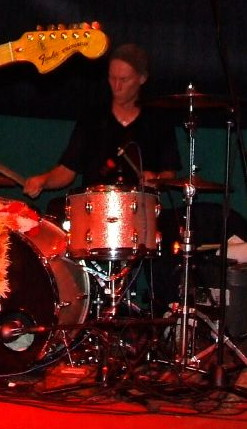
Paul Winterhart avec Kula Shaker en 2007.

La maison de disques détentrice des droits du groupe, Columbia, fait paraître pour les fêtes de fin d’année 2002 une compilation intitulée Kollected: The Best of Kula Shaker. Par la suite, trois des membres de Kula Shaker - Darlington étant alors occupé avec Oasis - se retrouvent sur scène lors d’un concert anonyme au pub londonien The Wheatsheaf. Le 21 décembre 2005, un groupe appelé The Garçons monte sur scène avec un chanteur affublé d’une perruque grise et commence à jouer un répertoire. Le groupe joue Govinda, Hush, Hey Dude et trois nouveaux morceaux.
Mills annonce alors la reformation dans un communiqué de presse sur le site officiel du groupe. Le groupe se reforme en 2006, en gardant le nom de Kula Shaker avec un EP de quatre chansons sorti en 2007. Alors que la chanson titre Revenge of the King semble prouver le retour définitif de Kula shaker, la chanson Diktator of the Free World est un pamphlet sanglant contre George W. Bush.
Un album contenant entre autres ces titres sort en 2007 sous le nom de Strange Folk. Cet album est plus rock que le précédent ; l'influence indienne n'est présente que sur un titre Song of Love. L'album ne rencontre pas un grand succès commercial. L'autre single qui en est tiré, Second Sight, est accompagné d'une vidéo. Un autre album, intitulé Pilgrim's Progress, sort courant 2010. Cet album renoue avec l'influence indienne du début sur plusieurs titres, mais il est d'inspiration plus folk rock que le précédent. Une vidéo du single Peter Pan R.I.P servira de promotion à l'album. La critique rock accueillera plutôt bien l'album, mais les ventes ne décolleront pas pour autant.
K est réédité par Columbia/BMG en 2016 pour marquer le vingtième anniversaire du groupe.

## Discographie

### Singles
- 1996 : Tattva (Lucky 13 Mix)
- 1996 : Grateful When You're Dead / Jerry Was There
- 1996 : Tattva
- 1996 : Hey Dude
- 1996 : Govinda
- 1997 : Hush
- 1998 : Sound of Drums
- 1999 : Mystical Machine Gun
- 1999 : Shower Your Love
- 2007 : Second Sight
- 2007 : Out on the Highway
- 2007 : Great Dictator (of the Free World)

### EP
- 1997 : Summer Sun EP
- 2006 : The Revenge of the King
- 2007 : Freedom Lovin' People
- 2007 : iTunes Festival London EP